# Terremoto de San Luis de 1936
El terremoto de San Luis de 1936 fue un  movimiento sísmico que ocurrió el 22 de mayo de 1936, a las 00:15 UTC-3 (Hora Local Argentina + 3) , en la provincia de San Luis, epicentro San Francisco del Monte de Oro y Gral San Martín, Argentina. 
Tuvo su epicentro en las coordenadas geográficas 32°00′12″S 66°00′00″O / -32.00333, -66.00000
La magnitud estimada fue de 6,0 en la escala de Richter, a una profundidad de 40 km;  y de una intensidad de "grado VIII"  en la escala de Mercalli.
Según el informe de los Doctores Pablo Groeber y Martín Cappelletti, miembros de la Comisión Sismológica del Ministerio de Agricultura, el terremoto sucedió en las primeras horas de la noche del día 21 de mayo de 1936, alrededor de las 20:17. Afectó produciendo gran alarma y daños materiales en localidades como San Francisco del Monte de Oro, Los Corrales, General San Martín, Villa de Praga y Las Chacras de la provincia de San Luis.